# ○ (いきものがかりのアルバム)
『○』（まる）は、いきものがかりの10作目のオリジナル・アルバム。2023年12月13日にCDとダウンロード配信で発売。発売元はエピックレコードジャパン / ソニー・ミュージックレーベルズ。

## 収録曲
1. 誰か
  - 作詞・作曲：水野良樹／編曲：世武裕子
2. うれしくて
  - 作詞・作曲：水野良樹／編曲：蔦谷好位置・長橋健一
3. 声
  - 作詞・作曲：水野良樹／編曲：亀田誠治
4. ときめき
  - 作詞・作曲：水野良樹／編曲：島田昌典
5. きっと愛になる
  - 作詞・作曲：水野良樹／編曲：亀田誠治
6. STAR
  - 作詞・作曲：水野良樹／編曲：本間昭光
7. 好きをあつめたら
  - 作詞・作曲：吉岡聖恵／編曲：Naoki Itai
8. HEROINE
  - 作詞・作曲：水野良樹／編曲：鈴木正人
9. やさしく、さよなら
  - 作詞・作曲：水野良樹／編曲：林正樹
10. 喝采
  - 作詞・作曲：水野良樹／編曲：横山裕章
11. YUKIMANIA
  - 作詞・作曲：水野良樹／編曲：松本ジュン
12. ○
  - 作詞・作曲：水野良樹／編曲：本間昭光

アルバムタイトル曲。当初は収録される予定ではなく、水野が考えていたタイトルの初期案は「きっとそれでいい」であった。その後、最終曲としての収録が決まり、先に決まっていたアルバムタイトルを曲名に引用した[2]。

## サポートメンバー
1. 誰か
Drums：伊藤大地
Strings：室屋光一郎ストリングス
Acoustic Piano, Chorus & All Other Instruments：世武裕子
2. うれしくて
Strings：門脇大輔ストリングス
Piccolo：林真広
Flute：坂本圭・羽鳥美紗紀
Oboe：最上峰行, 多田敦美, 紺野菜実子
Clarinet：中ヒデヒト, 亀居優斗, 笹岡航太
Trumpet：川上鉄平, 中野勇介, 田中充
Horn：福川伸陽, 五十畑勉, 坂東裕香, 熊井優
Chorus：Zinee, メロディー・チューバック, AYACA, 野崎真央
Programming & All Other Instruments：蔦谷好位置 (agehasprings), 長橋健一 (agehasprings Party)
3. 声
Drums：玉田豊夢
Bass：亀田誠治
Guitar：西川進
Acoustic Piano：斎藤有太
Strings：今野均ストリングス
Trumpet：西村浩二
Saxophone：山本拓夫
4. ときめき
Drums：髭白健
Bass：安達貴史
Guitar：佐々木”コジロー”貴之
Strings：門脇大輔ストリングス
Acoustic Piano, Organ & All Other Instruments：島田昌典
5. きっと愛になる
Drums：河村“カースケ”智康
Bass：亀田誠治
Guitar：小倉博和
Acoustic Piano：皆川真人
Strings：今野均ストリングス
6. STAR
Drums：伊吹文裕
Bass：安達貴史
Guitar：林部直樹
Percussion：坂井“Lambsy”秀彰
Strings：室屋光一郎ストリングス
Acoustic Piano & All Other Instruments：本間昭光
7. 好きをあつめたら
Drums：坂本暁良
Bass：櫻井陸来
Guitar：渡辺裕太
Acoustic Piano：西村奈央
Trumpet：川上鉄平
Saxophone：才恵加
Trombone：鹿討奏
8. HEROINE
Drums：伊吹文裕
Guitar：伊藤ハルトシ
Acoustic Piano, Bass & All other instruments：鈴木正人
9. やさしく、さよなら
Drums：石若駿
Contrabass：マーティ・ホロベック
Acoustic Piano：林正樹
Strings：吉田篤貴, 地行美穂, 生野正樹, 島津由美
10. 喝采
Drums：若山雅弘
Bass：鹿島達也
Guitar：真壁陽平
Percussion：坂井“Lambsy”秀彰
Strings：美央ストリングス
Acoustic Piano & All Other Instruments：横山裕章 (agehasprings)
11. YUKIANIA
Drums：河村吉宏
Bass：林あぐり
Guitar：真壁陽平
Strings：中島優紀ストリングス
Acoustic Piano & All Other Instruments：松本ジュン
12. ○
Drums：山木秀夫
Bass：安達貴史
Guitar：林部直樹
Percussion：坂井“Lambsy”秀彰
Strings：室屋光一郎ストリングス
Horn：濱地宗, 西條貴人
Acoustic Piano & All Other Instruments：本間昭光

## ボーナスディスク
初回生産限定版は、ディスク２枚組仕様になっていて、ミュージックビデオやライブ映像などを収録したBDが付属されている。収録内容は、以下のとおり。
【収録曲】
1. ときめき Music Video
  - 本CDにも収録させている、シングル　「ときめき」のミュージックビデオ。
2. ときめき Music Video -Behind The Scenes
  - 「ときめき」のミュージックビデオのメイキング映像。
3. うれしくて Music Video
  - 本CDにも収録させている、シングル　「うれしくて」のミュージックビデオ。
4. STAR Music Video
  - 本CDにも収録させている、シングル　「STAR」のミュージックビデオ。
5. ２人体制で“STAR”トしまSHOW!! (from Amazon Music Live：いきものがかり)
  - シングル「STAR」リリースを記念して、「STAR」のリリース日である2023年５月３日に、メンバーの地元、神奈川県にあるショッピングモール施設　「ビナウォーク・海老名」にておこなわれた、フリーライブイベントの映像。タイトルのとおり、吉岡・水野のふたりだけでおこなったライブで、吉岡がボーカル、水野がピアノやアコースティックギターの演奏を担当。また、音楽配信サービス　「Amazon Music」が全面的に協力していて、当日は、「Amazon Music Live」として、Twitch上にある、「Amazon Music Japan」の公式チャンネルにて無料生配信もおこなわれた。
6. ROCK IN JAPAN FESTIVAL 2023
  - 『ROCK IN JAPAN FESTIVAL 2023』の、いきものがかり出演部分の映像。

  1. 気まぐれロマンティック
作詞・作曲：水野良樹／編曲：江口亮／弦編曲：クラッシャー木村
  2. ありがとう
作詞・作曲：水野良樹／編曲：本間昭光
  3. コイスルオトメ
作詞・作曲：水野良樹／編曲：田中ユウスケ
  4. YELL
作詞・作曲：水野良樹／編曲：松任谷正隆
  5. ブルーバード
作詞・作曲：水野良樹／編曲：江口亮／弦編曲：クラッシャー木村
  6. じょいふる
作詞・作曲：水野良樹／編曲：近藤隆史・田中ユウスケ
  7. 帰りたくなったよ
作詞・作曲：水野良樹／編曲：島田昌典

【ライブサポートメンバー】
Keyboards,Live Arrange：本間昭光
Guitar：林部直樹
Bass：安達貴史
Drums：山本まき
Manipulator：足立賢明